# Collège O'Sullivan de Montréal
 (juin 2024).
Si vous disposez d'ouvrages ou d'articles de référence ou si vous connaissez des sites web de qualité traitant du thème abordé ici, merci de compléter l'article en donnant les références utiles à sa vérifiabilité et en les liant à la section « Notes et références ».
Le Collège O'Sullivan de Montréal  est un petit collège bilingue privé fondé en 1916. Il est situé au 1191, rue de la Montagne, au coeur du centre-ville de Montréal.
Le collège est à proximité des stations de métro Peel et Lucien L'Allier, ainsi que de la gare de train Lucien L'Allier.
Le collège offre de nombreux programmes permettant l'obtention d'une attestation d'études collégiales (AEC) ou d'un diplôme d'études collégiales (DEC).

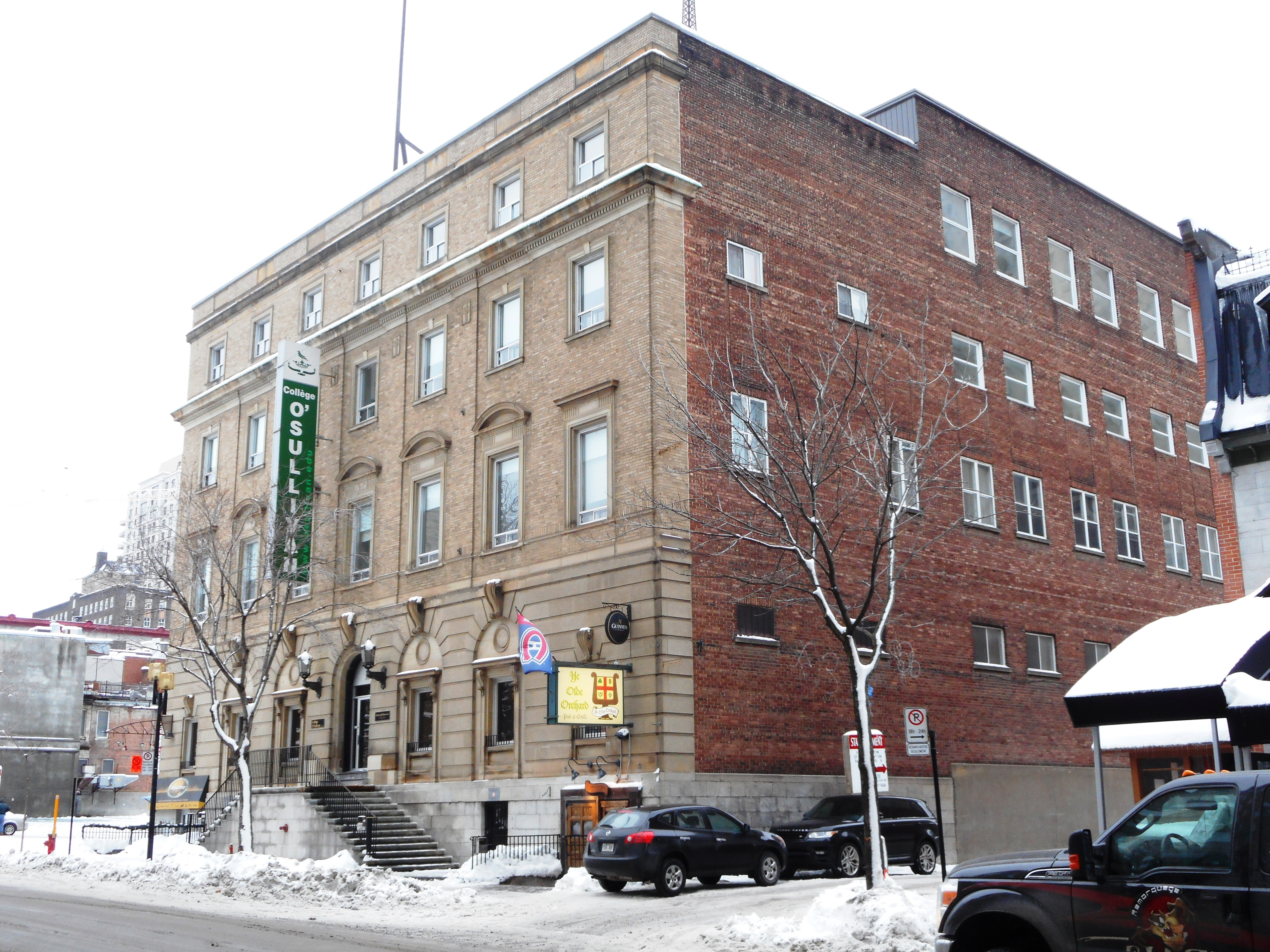
1191, Rue de la Montagne, Montréal, QC H3G 1Z2

## DEC
- Techniques juridiques- 3 ans
- Techniques juridiques accélérée - 2 ans et demi
- Techniques de l'informatique - 3 ans
- Archives médicales (offert en français seulement) - 3 ans
- Techniques d'administration et de gestion - 3 ans

## AEC (offert en français seulement)
- Stratégies marketing web des réseaux sociaux - 8 mois
- Techniques juridiques - 18 mois
- Technologie des médias et plateaux de tournage - 1 an
- Gestion de réseaux et sécurité informatique - 12 mois
- Techniques de bureau, spécialisation juridique  - 8 mois intensifs
- Coordinateur de production WEB, Cinéma et Télé - 8 mois
- Assistant monteur - 8 mois